# Vegyipari műveletek
A vegyipar folyamatainak alapvető lépéseit vegyipari műveleteknek nevezzük. Ezek alapos ismerete a vegyészmérnöki tudomány körébe tartoznak.
A fogalom angol megfelelője, unit operations, a múlt század elején jött használatba, amikor 1923-ban egy könyvben, annak szerzői kifejtették, hogy a kémiai ipar folyamatait le lehet bontani olyan alapvető lépésekre amelyek ugyanazon fizikai törvények alapján állnak és azoknak kémiai folyamatokban általános érvényességük van. Ezeket öt osztályba lehet sorolni:
1. Vegyipari anyagmozgatás: Folyékony anyagok szállítása (Hidrodinamika),[4] szuszpenziók szűrése és fluidizálás (vagyis pulverizált, porrá tört anyagok gázzal folyékonnyá tett ún. fluidizált keveréke is)
2. Kalorikus műveletek, hőátadás, a kondenzációt és az elpárologtatást beleértve,
3. Anyagátadás, beleértve gázabszorpciót, desztillációt, extrakciót, adszorpciót és szárítást,
4. Termodinamikai műveletek, a gáz cseppfolyósítással és a fagyasztással és végül
5. Mechanikai anyagkezelés, ú.m. Szilárd anyagok szállítása, törés, aprítás, táblázás és szitázás, ill. rostázás.

Egy másik osztályozás szerint van:
- Kombináció (keverés)
- Szétválasztás (desztilláció) és
- Reakció (kémiai reakció)

Mindezeket a kémiai ipar széles körben használja üzemtervezésre, azok felépítésére és üzemfejlesztésre.
Az irodalmi anyag főforrása egy először 1956-ban megjelent könyv, aminek négy főrészében a szerzők a 28 legfontosabb kémiai műveletet tárgyalják és amit vegyészmérnökoktatásra ma is széles körben használnak.